# Special Purpose Individual Weapon
A Arma Individual de Finalidade Especial (SPIW; em inglês) era um programa do Exército dos Estados Unidos de longa duração para desenvolver, em parte, um "rifle" trabalhável que disparasse flechette, embora outros conceitos também estivessem envolvidos. Os conceitos continuaram a ser testados no Future Rifle Program e novamente nos anos 80 sobre o programa Advanced Combat Rifle, mas nenhum dos dois programas resultou em um sistema suficientemente útil para justificar a substituição do atual M16.

## Project SALVO
A ideia de uma arma individual disparando flechette começou sério durante o Project SALVO do Exército. SALVO havia concluído que uma arma pequena com uma taxa elevada de fogo seria consideravelmente mais mortal do que as grandes armas de "full power" sendo desenvolvidas na década de 1950, e seguiu várias linhas de investigação para encontrar a melhor maneira de fornecer altas taxas de disparo. SALVO tinha um pequeno número de armas desenvolvidas de "duplex load", onde duas balas foram empilhadas, enquanto ambos Springfield Armory e Olin/Winchester entraram com armas de fogo de múltiplos canos.
Mesmo antes dos testes SALVO, Irwin Barr, da AAI Corporation, estava desenvolvendo cartuchos únicos e múltiplos de flechette. A Marinha tornou-se suficientemente interessado no conceito para fornecer-lhe algum financiamento de desenvolvimento do Escritório de Pesquisa Naval, resultando em uma espingarda calibre 12 gauge disparando 32 flechettes. O Exército também acrescentou fundos e a AAI foi convidada para a SALVO. No teste SALVO, eles foram capazes de penetrar um lado de um capacete de aço padrão a 500 jardas (460 m) - excelente devido ao seu peso leve - mas a dispersão dos dardos era tão grande que os tornava apenas marginalmente úteis.
O desenvolvimento adicional continuou adaptando um rifle Winchester Modelo 70 com novos da XM110 5.6×53mm disparando tiros em um único dardo. O resultado foi uma arma com um pouco menos de precisão do que os tiros da 7.62×51mm NATO, mas com igual penetração e uma trajetória tão plana que poderia ser disparada sem ajuste de visão para 400 jardas (370 m). Melhor ainda os tiros eram muito leves, e não tinha quase recuo em comparação com até mesmo as armas de calibre 0.22 polegadas em desenvolvimento. Isso significava que poderiam ser disparados em altas taxas de fogos, de uma arma muito leve.
Project SALVO começou em 1951 e foi baseado no pressuposto de que disparar vários projéteis aumentaria a probabilidade de atingir o alvo. Durante a Segunda Guerra Mundial, um soldado de infantaria com um rifle a uma distância média de engajamento de 300 metros sobre estresse de combate gastou 10.000 tiros por um único acerto. Foi dada consideração para tipos de munição mais leves e combinações de rifle/lança-granadas. Flechettes foram encontrados para serem imprecisos e expelindo fragmentos de fibra de vidro com cada tiro disparado. SALVO estudou principalmente armas e munições, em vez de desenvolvê-las. Ele determinou que projéteis de maior velocidade, menores que 7.62 mm, tinham letalidade igual ou maior com menor peso. Ele também descobriu que o modo de fogo totalmente automático não aumentou a probabilidade de acerto.
Desde que o exército era por este tempo interessado somente nas armas inteiramente automáticas,Barr sugeriu que construíssem um protótipo de cano múltiplo para testar rapidamente o conceito. Vários rifles de cano múltiplos entraram no projeto. Os "simuladores de explosão" resultantes foram testados em 1961 e a conclusão geral era que o peso leve do flechette significava que poderia ser disparado a taxas de fogo extremamente elevadas, sendo a linha de base 2300 rpm, a partir de uma arma de apenas 3.5 Libra (massa)s (1,6 kilogramas), totalmente carregado com 60 tiros. Assim, o Exército ficou extremamente interessado na arma.[carece de fontes?]A conclusão do Project SALVO foi adotar o AR-15, que se tornou o M16.

## Project NIBLICK
Enquanto isso, o Escritório de Pesquisas Operacionais do Exército, ORO, estava trabalhando no Project NIBLICK, seguindo a SALVO para desenvolver um moderno lança-granadas. Interessado nas estojos originais tipo espingarda, recomendaram o desenvolvimento de uma arma dedicada disparando flechette combinada com um lança-granadas, o SPIW. Os requisitos finais resultaram em uma sobre arma, disparando flechettes de um cano, e granadas do outro. Foi pesado para menos de 10 libra (massa)s (4,5 kilogramas) totalmente carregado com três granadas e 60 flechettes.
Quatro empresas responderam ao concurso: AAI, Springfield Armory, Winchester Arms e Harrington & Richardson. AAI continuou com as rodadas originais de 5.6×53mm do XM110, enquanto Springfield e Winchester usaram um novo cartucho XM144 de 5.6×44mm. O projeto de H&R carregou o dardo do XM144 em seu próprio projeto do cartucho.
O projeto H&R foi o mais avançado. Ele montou o dardo entre três plásticos sabots em um cartucho de plástico triangular. Quando disparados, os sabots foram descartados no início de pequenos "subcanos", enquanto o dardo continuou para baixo do cano principal. Embora as rodadas eram leves, a própria arma não era, a 24 libra (massa) s (11 kilogramas) carregada, e a arma foi rapidamente eliminada do concurso.
O desenho de Winchester usava um material de "recuo suave" que absorvia o recuo de uma rodada individual em uma mola. A ideia era permitir que três rodadas fossem disparadas antes que a mola fosse comprimida completamente, significando que havia muito pouco recuo até o fim da explosão. Este foi pretendido aumentar dramática a exatidão do incêndio da explosão, mas o sistema nunca trabalhou verdadeiramente, e foi deixado cair mais tarde. A parte lança-granadas do projeto provou ser muito mais interessante, no entanto, e o trabalho continuou nessa porção.
A entrada de Springfield foi mais interessante para o seu layout. Usou dois carregadores de 30 tiros em conjunto em um bullpup layout, fazendo exame de círculos do compartimento dianteiro primeiramente. No entanto, seu enorme lançador de granadas carregado de revista empurrou o peso para 14 libra (massa) s (6 4 kilogramas), e parecia improvável que isso pudesse ser reduzido por muito.
Estranhamente, o design da AAI era o menos tecnicamente avançado. O flechette arma parte foi um pouco pesado, mas disparou a 2400 rpm. Seu lança-granadas era uma arma simples de um único tiro; Sua versão semiautomática não estava pronta para testes.
A conclusão do teste foi que nenhuma das armas estava pronta para o desenvolvimento em um sistema de combate. A porção de flechette AAI e o lança-granadas Winchester foram ambos interessantes para o desenvolvimento geral, no entanto. Mais preocupante foi o resultado de testes gerais do conceito flechette. Embora as armas fornecidas em sua promessa de taxas extremamente elevadas de fogo e excelente penetração, as rodadas em si eram extremamente caras para produzir, e os dardos poderiam ser facilmente desviados em voo, mesmo por fortes chuvas. Finalmente, os círculos deram fora relatórios extremamente altos e tiveram um flash enorme do focinho, fazendo as armas facilmente visíveis na luz baixa.
Seguiu-se uma segunda ronda de testes, com o modelo de Springfield adotando o lança-granadas Winchester com um carregador descartável e um novo layout lado a lado para as carregadores de flechette. O projeto da AAI foi equipado com seu lançador semiautomático, que agora estava completo, e um novo sistema de observação buttstock de plástico. Nem a versão atualizada provou ser muito confiável e ambos estavam acima do limite de 10 libras (massa) s (4,5 kilogramas). Em 1966 SPIW foi colocado em "modo de manutenção" e o M16 adotado.
AAI continuou o desenvolvimento em um nível baixo, e eventualmente conseguiu melhorar drasticamente a confiabilidade do seu XM19. No entanto, isso revelou outro problema: acúmulo de calor na câmara foi grande o suficiente para resultar em "cook off". Mudanças na estrutura de comando do Exército e a adoção do M16 tornaram o interesse no SPIW desaparecer e, eventualmente, o projeto foi morto. Ironicamente, o lança-granadas "simples" original da AAI resultou ser um grande sucesso: foi selecionado como o M203 em 1968 e se tornou uma arma comum sobre o M16.

## O Future Rifle Program

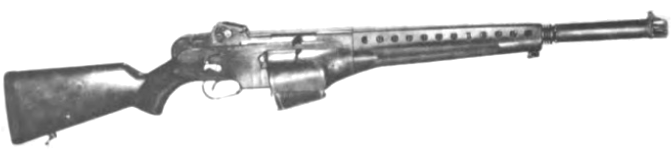
O protótipo de rifle AAI SPIW, desenvolvido na década de 1960, combinava um rifle de calibre 5,56 mm com um lançador de granadas de 40 mm. Criado para aumentar a eficácia do soldado, o projeto foi abandonado devido a problemas de confiabilidade e complexidade.

Em 1969, o Exército iniciou o Future Rifle Program, e convidou a AAI a entrar contra a Dual Ciclo Rifle da General Electric, um derivado do projeto Springfield SALVO. (Springfield tinha fechado em 1968.) Entradas adicionais com múltiplos flechettes ou balas ("micro-calibre") também foram inseridos, espelhando os testes SALVO originais da década de 1950. No entanto, o programa foi atacado pelo Congresso dos Estados Unidos como um desperdício de dinheiro, e foi forçado a diminuir. Os testes finalmente começaram em 1974. O projeto da AAI nunca conseguiu disparar mais de seis rajadas antes do bloqueio. Um possível participante foi o francês projetado VFIW rifle de assalto .

## Close-Assault Weapon System (CAWS)
Ele foi revivido novamente durante o projeto semiautomático de espingarda como Close-Assault Weapon System (CAWS) no início dos anos 1980. Um número de projetos foi entrando e oferecidos razoavelmente de boa confiabilidade, mas o conceito inteiro de uma arma grande para o uso para fora a 100 jardas foi questionado e o projeto caiu mais tarde.

## Advanced Combat Rifle (ACR)
O conceito de disparar munição de flechette foi revivido pela última vez durante os ensaios do Rifle de Combate Avançado (ACR) no final dos anos 80. Vários desenhos foram inseridos, desde o simples Colt ACR até os desenhos de flechette mais interessantes, como o Steyr ACR. Embora o problema básico de um disparo de um único dardo flechette tinha finalmente sido resolvido por este tempo, nenhuma das armas que entrou ofereceu uma melhoria de 100% sobre o M16 dos testes exigidos pelo Exército.
Baseou-se no pressuposto de que os erros de precisão feitos por soldados estressados poderiam ser compensados pelo lançamento de vários disparos por puxão de gatilho. A conclusão do programa ACR foi que mesmo disparando vários projéteis não poderia substancialmente compensar o erro do atirador.